# منتخب ميانمار لكأس ديفيز
منتخب ميانمار لكأس ديفيز هو ممثل ميانمار الرسمي في كرة المضرب في كأس ديفيز.